# European Nations Cup (Tischtennis)
Der European Nations Cup (ENC) war ein Tischtenniswettbewerb für Nationalmannschaften, die Mitglied der Europäischen Tischtennisvereinigung ETTU sind. Er wurde von 1991 bis 1998 jährlich im Januar durchgeführt. Erstmals waren hohe Preisgelder zu gewinnen.
Initiiert wurde der ENC vom Deutschen Tischtennis-Bund DTTB, speziell von Hans Wilhelm Gäb, Veranstalter war die ETTU. Eingeladen wurden die 8 besten Nationalmannschaften. Diese spielten zunächst in zwei Vierergruppen Jeder gegen Jeden. Die beiden Erstplatzierten jeder Gruppe spielten im Halbfinale um den Einzug ins Endspiel.
Jede teilnehmende Nation konnte für das Turnier vier Spieler melden. Die Mannschaftskämpfe wurden mit Zweier-Teams durchgeführt. Dabei wurden zwei Einzel und ein Doppel ausgespielt (Kings-Cup-System).
Alle Mannschaften erhielten ein Preisgeld, wobei die Höhe von der Platzierung abhing.

## Geschichte

### 1991 München
Die erste Veranstaltung fand vom 18. bis 20. Januar 1991 in der Münchener Rudi-Sedlmayer-Halle statt. Eingeladen wurden die acht erstplatzierten Mannschaften der vorherigen Europameisterschaft 1990. Als Preisgeld standen 100.000 Dollar zur Verfügung. Die deutsche Mannschaft siegte im Endspiel gegen Jugoslawien. Insgesamt kamen 3.500 Zuschauer.
Zusätzlich wurde der erfolgreichste Einzelspieler mit 5.000 Dollar bedacht. Ermittelt wurde dieser nach folgendem Punktsystem: Für jeden Sieg im Einzel gibt es 100 Punkte, für einen Sieg im Doppel 50 Punkte. Die Prämie erhielt Andrei Masunow.
| Platz | Mannschaft  | Preisgeld (Dollar) | Spieler                                         |
| ----- | ----------- | ------------------ | ----------------------------------------------- |
| 1.    | Deutschland | 30.000             | Roßkopf, Fetzner, Böhm                          |
| 2.    | Jugoslawien | 20.000             | Primorac, Lupulesku, Kalinić                    |
| 3.    | Frankreich  | 12.500             | Gatien, Patrick Chila, Damien Éloi              |
| 3.    | UdSSR       | 12.500             | A. Masunow, D. Masunow, Evgueni Shetinin        |
| 5.    | Schweden    | 7.500              | Waldner, Appelgren, Persson                     |
| 5.    | England     | 7.500              | Prean, Cooke, Skylet Andrew, Michael O’Driscoll |
| 7.    | Niederlande | 5.000              | Paul Haldan, Danny Heister, Trinko Keen         |
| 7.    | Ungarn      | 5.000              | Zsolt Harczi, Károly Németh, Sándor Varga       |

### 1992 München
Der zweite ENC fand vom 17. bis 19. Januar 1992 wieder in der Münchener Rudi-Sedlmayer-Halle statt. Als Preisgeld standen erneut 100.000 Dollar für die Mannschaften sowie zusätzlich 5.000 Dollar für den besten Spieler zur Verfügung; diesen Einzelpreis erhielt Jörg Roßkopf. Deutschland konnte seinen Titel aus dem Vorjahr verteidigen. Diesmal verfolgten etwa 8.000 Zuschauer die Spiele.
| Platz | Mannschaft  | Preisgeld (Dollar) | Spieler                                            |
| ----- | ----------- | ------------------ | -------------------------------------------------- |
| 1.    | Deutschland | 30.000             | Roßkopf, Fetzner, Franz                            |
| 2.    | Frankreich  | 20.000             | Gatien, Patrick Chila, Damien Éloi                 |
| 3.    | England     | 12.500             | Prean, Chen Xinhua, Cooke                          |
| 3.    | Schweden    | 12.500             | Waldner, Appelgren, Persson                        |
| 5.    | Jugoslawien | 7.500              | Lupulesku, Kalinić, Grujić                         |
| 5.    | CSFR        | 7.500              | Korbel, Tomas Janci, Roland Vimi                   |
| 7.    | GUS         | 5.000              | A. Masunow, D. Masunow, Evgueni Shetinin           |
| 7.    | Belgien     | 5.000              | Jean-Michel Saive, Thierry Cabrera, Philippe Saive |

### 1993 Karlsruhe
Der dritte ENC fand vom 15. bis 17. Januar 1993 in der Karlsruher Europahalle statt. Als Preisgeld standen 150.000 DM für die Mannschaften sowie zusätzlich 5.000 DM für den besten Spieler zur Verfügung. Deutschland verlor im Endspiel gegen Schweden mit 1:3 und wurde Zweiter. 6.200 Zuschauer sahen die Spiele.
Den Preis für den besten Einzelspieler erhielt zum zweiten Mal Jörg Roßkopf. Zwar blieb der Schwede Waldner ungeschlagen, aber er musste manchmal pausieren und kam so auf weniger Einsätze.
Der Weltverband ITTF lockerte das für Anfang 1993 ausgesprochene Frischklebeverbot: Mit speziell zugelassenen Klebeprodukten durften die Spieler in einem eigens dafür vorgesehenen Raum die Schlägerbeläge aufbringen.
| Platz | Mannschaft  | Preisgeld (DM) | Spieler                                                                 |
| ----- | ----------- | -------------- | ----------------------------------------------------------------------- |
| 1.    | Schweden    | 50.000         | Waldner, Appelgren, Persson, Karlsson                                   |
| 2.    | Deutschland | 30.000         | Roßkopf, Fetzner, (Richard Prause kam nicht zum Einsatz)                |
| 3.    | England     | 17.500         | Chen Xinhua, Prean, Matthew Syed                                        |
| 3.    | Belgien     | 17.500         | Jean-Michel Saive, Thierry Cabrera, Philippe Saive, Frederic Sonnet     |
| 5.    | Frankreich  | 10.000         | Patrick Chila, Damien Éloi, Didier Mommessin                            |
| 5.    | Österreich  | 10.000         | Ding Yi, Qianli Qian, Schlager                                          |
| 7.    | Niederlande | 7.500          | Trinko Keen, Danny Heister, (Peter Paul de Vrind kam nicht zum Einsatz) |
| 7.    | CSFR        | 7.500          | Korbel, Tomas Janci, Petr Javurek                                       |

### 1994 Bayreuth
Der vierte ENC fand vom 14. bis 16. Januar 1993 in der Bayreuther Oberfrankenhalle statt. Als Preisgeld standen 120.000 DM für die Mannschaften sowie zusätzlich 5.000 DM für den besten Spieler zur Verfügung. Deutschland verlor im Halbfinale gegen Frankreich und wurde geteilter Dritter. 6.500 Zuschauer sahen die Spiele.
Den Preis für den besten Einzelspieler erhielt der Franzose Jean-Philippe Gatien.
| Platz | Mannschaft  | Preisgeld (DM) | Spieler                                              |
| ----- | ----------- | -------------- | ---------------------------------------------------- |
| 1.    | Schweden    | 50.000         | Waldner, Persson, Karlsson, von Scheele              |
| 2.    | Frankreich  | 25.000         | Gatien, Patrick Chila, Damien Éloi                   |
| 3.    | Belgien     | 12.500         | Andras Podpinka, Frederic Sonnet, Thierry Cabrera    |
| 3.    | Deutschland | 12.500         | Roßkopf, Fetzner, Franz                              |
| 5.    | Österreich  | 7.500          | Schlager, Ding Yi, Karl Jindrak, Qianli Qian         |
| 5.    | CSFR        | 7.500          | Roland Krmaschek, Korbel, Petr Javurek               |
| 7.    | England     | 2.500          | Prean, Chen Xinhua, Cooke                            |
| 7.    | Polen       | 2.500          | Piotr Skierski, Lucjan Błaszczyk, Tomasz Krzeszewski |

### 1995 Karlsruhe
Der fünfte ENC fand vom 13. bis 15. Januar 1995 in der Karlsruher Europahalle statt. Als Preisgeld standen 120.000 DM für die Mannschaften sowie zusätzlich 5.000 DM für den besten Spieler zur Verfügung. Zum dritten Mal in Folge gewann das Team von Schweden, Deutschland verlor im Halbfinale 3:2 gegen Russland. 5.500 Zuschauer sahen die Spiele.
Den Preis für den besten Einzelspieler erhielt Jörgen Persson.
Fetzner fehlte wegen einer Verletzung, zudem blieben mehrere europäische Spitzenspieler dem Turnier fern.
| Platz | Mannschaft  | Preisgeld (DM) | Spieler                                             |
| ----- | ----------- | -------------- | --------------------------------------------------- |
| 1.    | Schweden    | 50.000         | Waldner, Persson, Karlsson                          |
| 2.    | Russland    | 25.000         | Andrei Masunow, Dmitri Masunow, Maxim Shmyrev       |
| 3.    | Deutschland | 12.500         | Roßkopf, Franz, Torben Wosik                        |
| 3.    | England     | 12.500         | Cooke, Matthew Syed, Bradley Billington, Alex Perry |
| 5.    | Frankreich  | 7.500          | Patrick Chila, Damien Éloi, Christophe Legoût       |
| 5.    | Ungarn      | 7.500          | Zsolt Harczi, Károly Németh, Zoltan Varga           |
| 7.    | Belgien     | 2.500          | Sebastien Massart, Ip Mihon, Thierry Cabrera        |
| 7.    | Polen       | 2.500          | Błaszczyk, Piotr Skierski                           |

### 1996 Bayreuth
Der sechste ENC fand vom 19. bis 21. Januar 1996 in der Bayreuther Oberfrankenhalle statt. Als Preisgeld standen 120.000 DM für die Mannschaften sowie zusätzlich 5.000 DM für den besten Spieler zur Verfügung. Erstmals gewann das Team von Frankreich, das 1992 und 1994 Zweiter wurde. 6.000 Zuschauer sahen die Spiele.
Den 5000 DM-Preis für den besten Einzelspieler erhielt der Franzose Jean-Philippe Gatien.
Die deutsche Mannschaft wurde nach Siegen über Österreich, England und Schweden Erster in Gruppe B. Im Halbfinale gewann sie gegen Jugoslawien mit 3:0. Das Endspiel gegen Frankreich ging mit 1:3 verloren.
| Platz | Mannschaft  | Preisgeld (DM) | Spieler                                                           |
| ----- | ----------- | -------------- | ----------------------------------------------------------------- |
| 1.    | Frankreich  | 50.000         | Gatien, Patrick Chila, Damien Éloi, Christophe Legoût             |
| 2.    | Deutschland | 25.000         | Roßkopf, Franz, Fetzner                                           |
| 3.    | Jugoslawien | 12.500         | Grujić, Karakašević, Lupulesku                                    |
| 3.    | Schweden    | 12.500         | Waldner, von Scheele, Karlsson, Lindh                             |
| 5.    | Russland    | 7.500          | Sergei Andrianov, Alexei Smirnow, Andrei Masunow, Maxim Shmyrev   |
| 5.    | Österreich  | 7.500          | Schlager, Qianli Qian, Karl Jindrak, Ding Yi                      |
| 7.    | Belgien     | 2.500          | Philippe Saive, Andras Podpinka, Thierry Cabrera, Frederic Sonnet |
| 7.    | England     | 2.500          | Andrew Eden, J.Taylor, Alex Perry                                 |

### 1997 Karlsruhe
Der siebente ENC fand vom 18. bis 19. Januar 1997 in der Karlsruher Europahalle statt. Diesmal wurden nur sechs Mannschaften eingeladen, die in zwei Dreiergruppen um den Einzug ins Halbfinale kämpften. Das Preisgeld wurde auf 100.000 DM reduziert. Zum vierten Mal siegte Schweden in diesem Turnier, obwohl Waldner fehlte.
Den 5000 DM-Preis für den besten Einzelspieler erhielt der Schwede Peter Karlsson.
In der deutschen Mannschaft fehlte Roßkopf wegen einer Verletzung. Sie gewann in Gruppe A gegen Schweden mit 3:2 und gegen Polen mit 3:1. Im Halbfinale verlor sie mit 0:3 gegen Belgien.
Kritisiert wurde, dass viele Spitzenspieler dem Turnier aus unterschiedlichen Gründen fernblieben. Aufsehen erregten die Tischtennistische: Erstmals wurde auf einer blauen Oberfläche gespielt, die Seiten des Tisches waren blau verkleidet.
| Platz | Mannschaft  | Preisgeld (DM) | Spieler                                       |
| ----- | ----------- | -------------- | --------------------------------------------- |
| 1.    | Schweden    | 45.000         | von Scheele, Karlsson, Persson                |
| 2.    | Belgien     | 20.000         | Philippe Saive, Andras Podpinka               |
| 3.    | Deutschland | 10.000         | Franz, Fetzner                                |
| 3.    | Frankreich  | 10.000         | Patrick Chila, Christophe Legoût              |
| 5.    | Russland    | 5.000          | Dmitri Masunow, Andrei Masunow, Maxim Shmyrev |
| 5.    | Polen       | 5.000          | Piotr Skierski, Tomasz Krzeszewski            |

### 1998 Bayreuth
Der achte ENC fand vom 17. bis 18. Januar 1998 wieder in der Bayreuther Oberfrankenhalle statt. Als Preisgeld standen 95.000 DM für die Mannschaften sowie zusätzlich 5.000 DM für den besten Spieler zur Verfügung. Zum dritten Mal gewann das deutsche Team. Etwa 4.000 Zuschauer sahen die Spiele.
Den 5000 DM-Preis für den besten Einzelspieler erhielt Waldner. Erstmals nahm Griechenland am ENC teil.
Die deutsche Mannschaft wurde in Gruppe A Zweiter. Sie unterlag Schweden mit 3:2 und gewann gegen Russland mit 3:1. Im Halbfinale gewann sie gegen Belgien mit 3:0. Im Endspiel traf sie erneut auf Schweden und siegte mit 3:2.
| Platz | Mannschaft   | Preisgeld (DM) | Spieler                                                         |
| ----- | ------------ | -------------- | --------------------------------------------------------------- |
| 1.    | Deutschland  | 45.000         | Roßkopf, Fetzner, Wosik                                         |
| 2.    | Schweden     | 20.000         | Waldner, Karlsson, Lindh                                        |
| 3.    | Frankreich   | 10.000         | Patrick Chila, Damien Éloi, Nicolas Chatelain, Didier Mommessin |
| 3.    | Belgien      | 10.000         | Philippe Saive, Andras Podpinka, Frederic Sonnet                |
| 5.    | Russland     | 5.000          | Dmitri Masunow, Alexei Smirnow                                  |
| 5.    | Griechenland | 5.000          | Kreanga, Ntaniel Tsiokas, Panagiotis Gionis                     |